# Kaj Nielsen (borgmester i Varde)
 Der er flere personer med dette navn, se Kaj Nielsen.
Kaj Nielsen (født 17. december 1948 i Bjerremose, død 12. marts 2007) var borgmester i Varde Kommune indtil 2007, valgt for partiet Venstre. Han døde 58 år gammel af en kræftsygdom, få måneder efter han forlod borgmesterposten. Han var aktiv i politik i 17 år, de sidste 9 år som borgmester i Varde. Han blev den sidste borgmester i den gamle Varde Kommune, før kommunalreformen i 2007.
Kaj Nielsen kom fra Bjerremose nord for Horne i Vestjylland, hvor han tidligt overtog fødegården.